# 東京市街戦
『東京市街戦』（とうきょうしがいせん）1967年11月18日に公開された日本の映画である。監督は西村昭五郎。主演は渡哲也。日活制作。

## 概要
文藝春秋に連載されていた戸川幸夫の作品をベースにした作品。
敗戦後の東京を舞台に不良外人との攻防戦を描く。

## キャスト
- 萩原健太郎：渡哲也
- 平松アヤ：松原智恵子
- 李：小池朝雄
- カオリ：恵とも子
- トキ子：弓恵子
- 辺見：深江章喜
- 高：米倉斉加年
- 立花：玉川伊佐男
- 広川 ： 藤竜也
- 馬場 ： 南道郎
- 平松大三： 佐々木孝丸
- 樋口卓 ： 二本柳寛
- 芝文 ： 嵯峨善兵
- 国会議員 ： 北竜二
- 萩原トキ子 ： 南寿美子
- 崔 ： 福山象三
- 楊 ： 天坊準
- サブ ： 松原マモル
- 青龍会組員 ： 玉村駿太郎
- 闇市にいる人 ： 雪丘恵介
- 金 ： 長弘
- マムシ ： 柳瀬志郎
- キー公 ： 野呂圭介
- 花園： 加原武門
- 朴 ： 衣笠真寿雄
- インテリ ： 八代康二
- 引き上げ兵： 紀原耕士
- 岡部： 久遠利三
- ロク： 市村博
- 担ぎ屋の清次：青木富夫
- 闇市にいる人 ： 二木草之助、小柴隆、島村謙次
- 岡部の子分： 本目雅昭、伊豆見英輔
- ：高橋明
- ： 荒井岩衛
- 居酒屋の主人： 千代田弘
- 平松組組員： 水川国也
- 警官 ：田畑善彦
- 平松組組員： 沢美鶴、溝口拳、熱海弘到、大庭喜儀
- 青龍会組員：有村道宏
- 闇市にいる人：井田武
- 野田刑事： 晴海勇三
- 看護婦：林泰江
- 朱実： 椿麻里
- 早苗： 西原泰江
- 平松組組員：根本義幸、北上忠行
- ： 賀川修嗣
- ：佐藤了一
- ：片岡正弘
- 技斗：渡井嘉久雄
- 政： 宍戸錠

## スタッフ
- 監督：西村昭五郎
- 脚本：小川英
- 企画：岩井金男
- 原作：戸川幸夫
- （文芸春秋所載「東京市街戦」より）
- 音楽：鏑木創

## 同時上映
『血斗』
- 原作：池上金男 / 脚本：池上金男、舛田利雄 / 監督：舛田利雄 / 主演：小林旭

## 映像ソフト
- 1987年12月21日に日活からビデオソフト（VHS）化されたが廃盤、DVD化はされてない。